# Frenkie

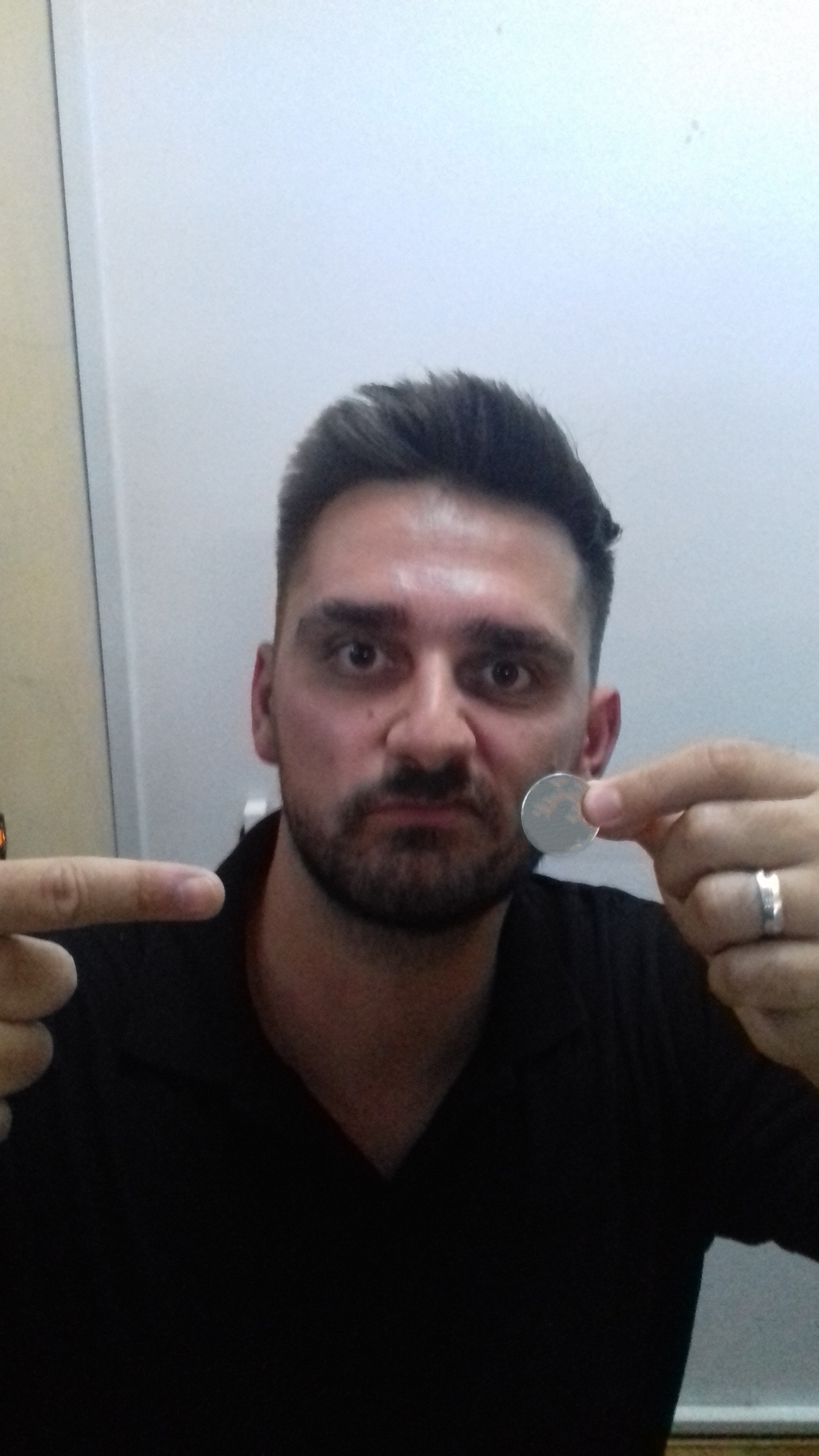
Frenkie, 2019

Frenkie, bürgerlich Adnan Hamidović (* 31. Mai 1982 in Bijeljina, Jugoslawien), ist ein bosnischer Rapper aus Tuzla.

## Leben
Als der Bosnienkrieg im Jahr 1992 begann, flüchtete Frenkie mit seiner Familie nach Nürnberg. Dort lebte er bis 1998 und kehrte dann nach Tuzla zurück.
In Deutschland hörte er zum ersten Mal Hip-Hop und fing an, sich mit Graffiti zu beschäftigen. Dort hat er auch angefangen, Texte zu schreiben, damals noch auf Deutsch.
Bei der ersten bosnischen Hiphop-Sendung „Fmjam“ traf Frenkie seine ersten Crewmitglieder. Dort lernte er Edin Osmić, bekannt als Edo Maajka, DJ Soul, Hamza, Mire, Erol und Koma kennen. Mit Edo Maajka ging er zusammen auf Tour durch ganz Ex-Jugoslawien. Man konnte ihn auch auf Edo Maajkas Alben im Duo hören.
2004 begann Frenkie sein erstes Soloalbum mit Hilfe von Edo Maajka aufzunehmen. 2005 kam dann Odličan CD auf dem Markt.
Die nächste Platte kam unter dem Namen Dosta heraus. Dosta heißt auf Deutsch „Genug!“. Das ist zugleich der Name einer in Bosnien aktiven Jugendbewegung, zu welcher Frenkie gehört. Ziel der CD wie auch der Bewegung ist es, für Menschenrechte zu kämpfen, gegen die nationalistischen Parteien und für eine bessere und sichere Zukunft in Bosnien.

## Sonstiges
International wurde Frenkie durch ein Lied im Film Der unglaubliche Hulk aus dem Jahr 2008 und durch Auftritte mit dem US-amerikanischen Rapper Masta Ace bekannt.
Er ist ein Anhänger der Dosta-Bewegung und der Fußball-Fangruppe BHFanaticos.

## Diskografie

### Alben
- 2005: Odličan CD (Deutsch: Ausgezeichnete CD)
- 2007: Povratak Cigana (Deutsch: Rückkehr der Zigeuner)
- 2009: Protuotrov (Deutsch: Gegengift)
- 2012: Troyanac
- 2014: #DNA
- 2015: ReExperience
- 2016: Putanja (Deutsch: Pfad; mit Kontra und Indigo)
- 2017: Egzil (mit Kontra und Indigo)
- 2019: 20/20 (mit Kontra und Indigo)
- 2021: Stari Frenkie
- 2023: Dunya
- 2024: Manifest

### Kompilationen
- 2007: Dosta! (Deutsch: Genug!)

### Singles (Auswahl)
- 2005: Izgubljeni Snovi
- 2005: Hajmo Rušit (mit Edo Maajka)
- 2012: Frenkie i Buba Coreli (mit Buba Corelli)
- 2016: Brat Moi (mit Kontra und Indigo)
- 2017: Đe Će Ko (mit Kontra und Indigo)
- 2017: Baš Svi (mit Kontra, Indigo & Celo & Abdi)
- 2017: Daj Ga Na Gas (mit Who See)